# 코코넛

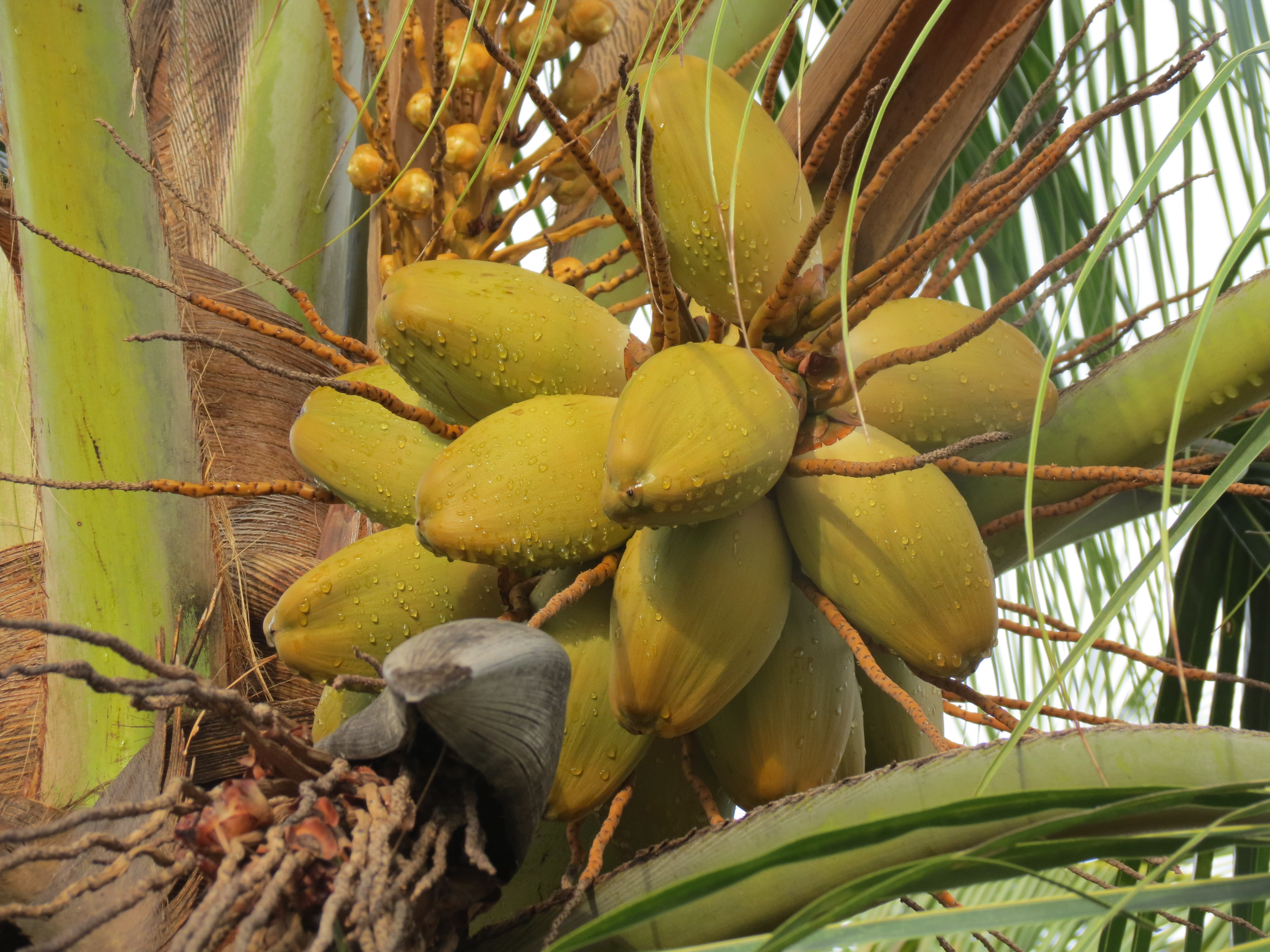
코코넛

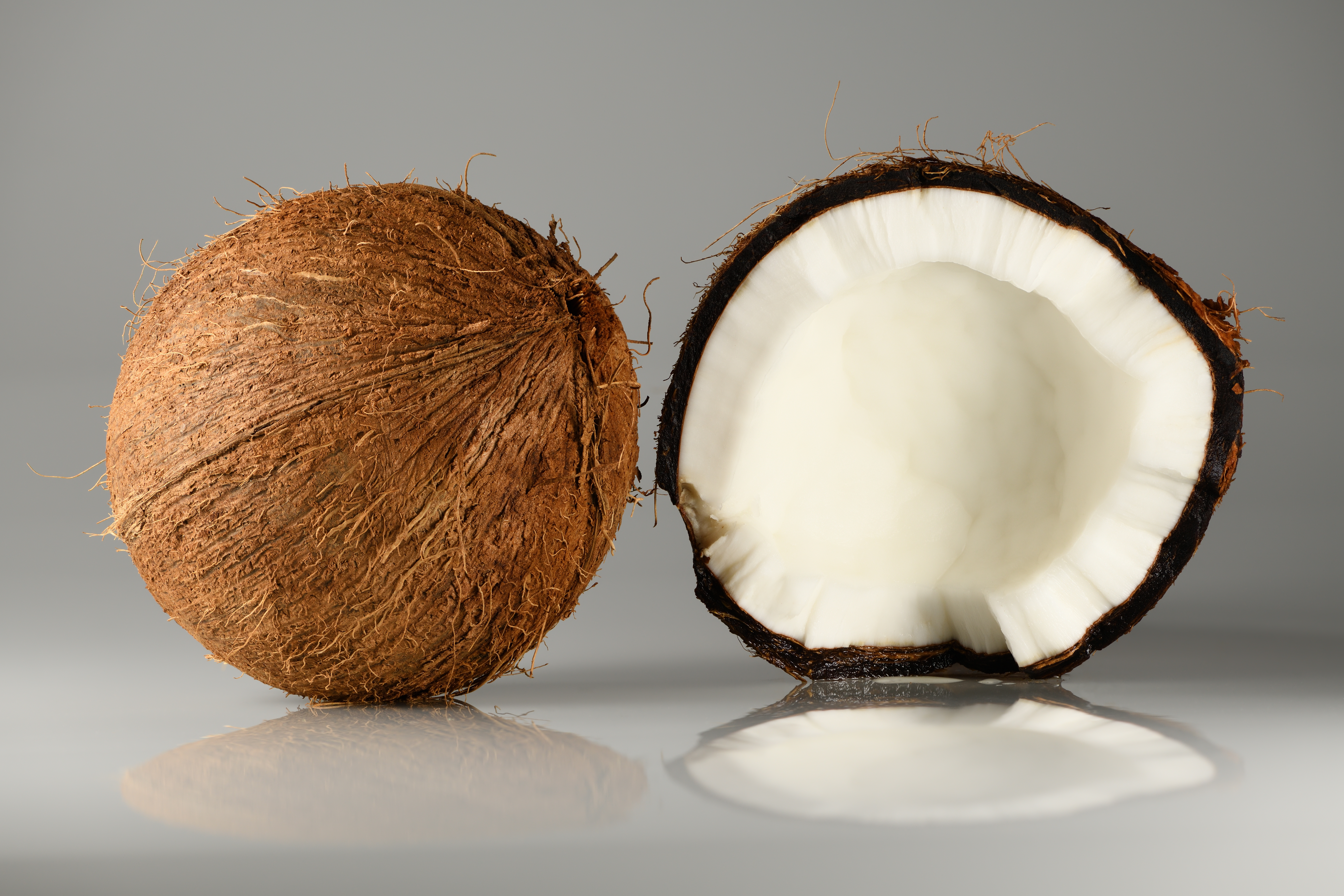
코코넛

코코넛(coconut)은 코코야자나무의 열매이다. 풋열매나 익은 열매를 과일로 먹는다. 코코넛워터, 코코넛밀크, 코코넛크림을 코코넛에서 얻을 수 있다.

## 이용
코코넛 열매 자체는 식용으로 사용되며, 팜유 등의 유지로도 사용된다.

## 같이 보기
- 마카푸노
- 코코넛 긁개
- 코이어
- 코코넛기름
- 코코넛싹
- 코프라